# (35792) 1999 JL29
1999 JL29 (asteroide 35792) é um asteroide da cintura principal. Possui uma excentricidade de 0.04342930 e uma inclinação de 7.71902º.
Este asteroide foi descoberto no dia 10 de maio de 1999 por LINEAR em Socorro.